# Колониальная история Шри-Ланки
Колониальная история Шри-Ланки охватывает период с начала португальского периода в Цейлоне в 1505 и до 1948, когда Шри-Ланка достигла независимости (под именем доминион Цейлон).

## Португальский Цейлон
Португальцы впервые посетили остров Шри-Ланка в 1505 году. Убедившись в доходности местной экспортной торговли, португальские власти Гоа взяли курс на строительство факторий на побережье, которые постепенно должны были стать опорными пунктами для военного захвата острова. В 1518 году на остров была направлена португальская миссия (во главе с Лопу Суариш ди Албергария) для установления с наиболее крупным и могущественным местным государством — Котте. Переговоры завершились тем, что португальцам разрешили построить торговую факторию близ столицы и обещали ежегодные поставки корицы в качестве платы за обещанную помощь правителю Котте в его борьбе за верховную власть на острове.
В 1521 году царь Котте был убит своими тремя старшими сыновьями, недовольными тем, что их отец объявил наследником престола младшего — четвёртого — брата. После убийства Виджаябаху его государство распалось на три враждующих между собой объединения с центрами в Котте, Ситаваке и Райагаме. Так как район города Котте был основным районом произрастания коричного дерева, то он представлял наибольший интерес для португальцев, заинтересованных в экспортной торговле корицей. Португальцы постарались получить прочные позиции при дворе этого княжества, и поддержали его правителя Бхуванаикабаху своим флотом.
В 1530-х годах на Шри-Ланке усилилось государство Ситавака, властитель которого — Маядунне — решил захватить и Котте. Однако превосходство военной техники португальцев обеспечило победу правителю Котте, и Маядунне был вынужден просить мира. Бхуванаикабаху дал разрешение католическим миссионерам-францисканцам на строительство на территории Котте католических храмов и свободную пропаганду христианского вероучения среди населения. Самого Бхуванаикабаху не удалось склонить к изменению веры, однако его зависимость от «союзников» всё более увеличивалась.
Так как у Бхуванаикабаху не было сыновей, то Маядунне — следующий по старшинству брат царя — согласно сингальской традиции имел все основания рассчитывать на провозглашение его наследником. Однако в 1540 году Бхуванаикабаху объявил наследником престола Котте своего внука Дхармапалу (сына его дочери Самудрадеви), и направил посольство в Лиссабон ко двору португальского короля Жуана III с целью получить его одобрение и благословение. В 1543 году португальский король торжественно короновал присланную ему золотую статую Дхармапалы, санкционировав тем самым столь необычный и беспрецедентный для Шри-Ланки порядок престолонаследия.
В 1540-х годах началось вмешательство Португалии во внутренние дела государства Джафна. Активная миссионерская деятельность католических священников среди тамильского населения привела к созданию многочисленной тамильской христианской общины на северном и северо-восточном побережье острова.
В 1550-х годах в ходе военных действий между Котте и Ситавакой был убит правитель Котте — Бхуванаикабаху. Маядунне — правитель Ситаваки — объявил себя законным наследником и двинул войска к столице; португальцы, при поддержке значительной части знати, провозгласили правителем Дхармапалу. Регентом до достижения царём совершеннолетия был назначен отец Дхармапалы — Видийе Бандара. Объединённые сингало-португальские войска изгнали Маядунне с территории Котте и вступили на землю Ситаваки. Маядунне бежал, бросив столицу на произвол судьбы. Союзные войска прекратили преследование и вернулись в Котте.
Видийе Бандара, пойдя на уступку португальцам и приняв католичество, направил усилия на уменьшение военного присутствия португальцев в Котте и их политического давления. В 1553 году он поднял восстание против засилья португальцев, которое поддержал Маядунне, и в результате совместной боевой операции Котте и Ситаваки португальцы были отброшены на побережье. Однако Маядунне, увидев в Видийе Бандаре соперника, поспешил вступить в союз с разбитыми португальскими частями и разгромил войско Видийе Бандары.
Ставленник португальцев на престоле Котте — Дхармапала — в 1557 году был обращён в католичество, и в доказательство истинности своей новой веры конфисковал все земли буддийских и индуистских монастырей, передав их в качестве дара францисканским монахам. Потеряв в результате подобных акций поддержку своих подданных, Дхармапала был вынужден в 1565 году последовать за португальцами, оставившими Котте перед наступающими войсками Маядунне, и обосноваться в португальском форте Коломбо, став таким образом государем без государства.
В 1560 году, в результате португальской военной экспедиции под предводительством Андре Фуртадо де Мендосы, в городе Джафна было основано военное поселение, а португальский ставленник Итириманн Чинкам стал королём государства Джафна, согласившись взамен на регулярную выплату дани португальским властям Котте. Год спустя индиустская тамильская знать организовала заговор, и Итириманн Чинкам был вынужден бежать в португальский форт. Португальские войска жестоко расправились с участниками заговора, и вновь водворили на трон своего ставленника.
В 1574 году португальцы выступили инициаторами заключения брачного союза между Дхармапалой и принцессой из восточноланкийского государства Канди. Усмотрев в этом браке угрозу потенциального военного союза португальцев и кандийцев, правитель Ситаваки двинул свою армию в поход на Канди. Поход был прерван внезапным нападением португальской эскадры на юго-западное побережье. Португальские войска углубились на территорию Ситаваки, разгромили и разграбили множество сингальских деревень, буддийских монастырей и индийских храмов. Когда Раджасинха в 1578 году вторично организовал военную экспедицию против Канди, португальская эскадра повторила свою вылазку из порта Коломбо.
В 1570-х годах португальцы построили ещё один форт на юго-западном побережье — Галле. Их опорными пунктами на острове также стали Тринкомали и Баттикалоа на востоке, и Путталам на северо-западе. Двухлетняя осада Коломбо, предпринятая Раджасинхой, не дала желаемых результатов, так как сингальская армия была не в силах помешать регулярному прибытию португальских судов из Гоа.
В 1580 году Дхармапала объявил в Коломбо, что завещает все юридически подвластные ему территории португальской короне. В 1590-х годах португальцы существенно расширили подвластные им районы, и контролировали большую часть Шри-Ланки. Номинальным правителем Котте, куда была включена и территория Ситаваки, стал Дхармапала. После смерти Дхармапалы в 1597 году португальский генерал-капитан на Цейлоне дон Иеронимо де Азеведу подписал конвенцию с наместниками всех провинций Котте, согласно которой король Португалии Филипп I был официально провозглашён королём португальских владений на Цейлоне.
В 1603 году на Цейлоне был убит начальник нидерландской экспедиции вице-адмирал Себальд де Веерт.
После смерти Итириманна Чинкама в 1615 году в государстве Джафна разгорелась борьба за право наследования. Власть была захвачена Санкили Кумарой, который устранил всех претендентов на престол и потребовал у португальцев признать его регентом при трёхлетнем сыне Итириманна Чинкама. Португальцы пошли на это с условием предоставления свободы передвижения и действий португальским католическим священникам по территории Джафны, а также ежегодной выплаты дани.
В 1618 году против Санкили Кумары был группой христиан организован заговор, подавляя который правитель Джафны пригласил на помощь войска из южноиндийского княжества Танджур, а также запросил военную помощь от голландцев, обосновавшихся в ряде факторий на побережье Южной Индии. Узнав об этом, португальцы в 1619 году снарядили экспедицию в Джафну и захватили Санкили в плен. С 1620 года в Джафне стало осуществляться прямое колониальное управление. Таким образом, в конце XVI — начале XVII веков юго-западные и северные части Шри-Ланки оказались под контролем португальцев; независимость сохраняло лишь государство Канди, расположенное в труднодоступных центральных районах острова.

## Голландское завоевание португальских владений
В 1602 году в Батавии (на острове Ява) была образована Голландская Ост-Индская компания. Португалия, находившаяся в это время под властью испанской короны, участвовала в борьбе против восставших нидерландских провинций, поэтому Голландская Ост-Индская компания стала распространять своё влияние на бывшие португальские колонии и зависимые территории в Юго-Восточной Азии и Африке.
В поисках союзников для борьбы с Португалией Голландия поддержала оборонительные усилия Кандийского государства. Переговоры между двумя странами завершились договором о совместных боевых действиях против португальской армии на Шри-Ланке; за это Голландия получила монопольное право закупки кандийской корицы. Узнав о кандийско-голландских переговорах, португальцы начали боевые действия против союзных войск. К 1639 году голландские и кандийские войска отвоевали у португальцев Тринкомали и Баттикалоа; Голландская Ост-Индская компания добилась от Канди права на размещение в них голландских гарнизонов и фактически превратила эти порты в опорные базы своих вооружённых сил на острове. В 1640 году кандийско-голландские силы взяли штурмом Негомбо и Галле на юго-западном побережье острова, где голландцам также удалось утвердить своё военное присутствие.
Падение власти испанских Габсбургов в Португалии и заключение мира между Голландией и Португалией в Европе заставило голландцев нарушить условия договора с кандийской стороной и приостановить дальнейшее наступление на португальские владения на Шри-Ланке. В 1644 году был заключён договор о перемирии, по условиям которого португальская и голландская сторона обязались не возобновлять военных действий на острове и поделить захваченную юго-западную часть Шри-Ланки между собой. В 1645 году договор о перемирии был дополнен подписанием в Галле соглашения, предполагавшего оказание взаимной военной помощи в случае нападения со стороны Канди.
В 1652 году мир между Голландией и Португалией в Европе был нарушен, что послужило сигналом для возобновления военных действий и на Шри-Ланке. Голландцам удалось вновь наладить отношения с Раджасингхой II и с его помощью повести решительное наступление на позиции португальцев. В 1656 году, после семимесячной осады, предпринятой совместно кандийскими и голландскими войсками, сдался Коломбо. Затем голландские войска захватили Джафну, а к затем захватили все опорные пункты португальцев в Индии. В 1658 году пал последний португальский форт в этой части света — Негапатам.

## Британский Цейлон
В 1795 году Республика Соединённых провинций была завоёвана Францией. Новообразованная Батавская республика выступила на стороне Франции в её войнах с Великобританией. На Шри-Ланке это привело к тому, что англичане, заключившие военный союз с Кандийским государством, к 1796 году завоевали все голландские владения.
С 1796 по 1798 годы захваченная англичанами территория находилась в составе Мадрасского президентства Индии, и управление островом осуществлялось представителями английского военного командования и директорами Британской Ост-Индской компании. Непомерные налоги и открытый грабёж местного населения служащими Компании явились причиной крестьянского восстания, охватившего в 1797 году прибрежные районы юго-запад и севера острова, и подавленного лишь год спустя англо-сипайскими частями.

## Цейлон в годы Второй мировой войны
5 сентября 1939 года английский губернатор Цейлона выступил в Государственном совете с заявлением о том, что Цейлон является воюющей стороной. Государственный совет одобрил решение об отпуске средств на укрепление обороны страны, а также введении нормированного распределения продуктов питания, текстиля и ряда промышленных товаров. Английская администрация ввела закон «О защите Цейлона», дававший властям право роспуска любой политической организации, а также запрета на проведение собраний и демонстраций.
Со вступлением во Вторую мировую войну Японии возросло стратегическое значение Цейлона. Порты Коломбо и Тринкомали были превращены в военные базы. В марте 1942 года в Коломбо прибыл английский командующий вооружёнными силами Цейлона Дж. Лэйтон, который стал главой не только военных, но и гражданских административных властей. В Перадении (близ города Канди) разместился штаб командования вооружённых сил союзников в странах Юго-Восточной Азии во главе с лордом Маунтбэттеном.
В 1942 году на Келанийской сессии ЦНК его лидеры поставили своей целью добиться от английских колониальных властей обещания рассмотреть вопрос о предоставлении Цейлону самоуправления после окончания войны. В соответствии с достигнутыми договорённостями в 1944 году на Цейлоне начала работу Комиссия Соулбери для выработки основ будущего государственного устройства страны. В 1943 году на базе существовавших кружков по изучению марксизма была образована Коммунистическая партия Цейлона.

## Цейлон после Второй мировой войны
В октябре 1945 года на базе предложений Комиссии Соулбери (англ.) была подготовлена «Белая книга» с текстом новой цейлонской конституции, которая, однако, не предусматривала полной независимости для острова, а сохраняла его в сфере британской юрисдикции. Пост генерал-губернатора передавался представителям цейлонского общества, тем не менее глава законодательной власти назначался английским правительством.
В ходе противоборства вокруг положений Конституции Соулбери произошёл раскол внутри ЦНК: из него вышла правая группировка, поддержавшая английские предложения и образовавшая Объединённую национальную партию (ОНП). ОНП заняла ведущие позиции в Государственном совете и Совете министров, ЦНК же, ставший партией оппозиции, отошёл на второй план как потенциальный правопреемник властных полномочий от английской стороны. Тамильские партии, а также Цейлонская мусульманская лига стояли в стороне от деятельности как ОНП, так и ЦНК, считая их просингальскими образованиями, и добивались от английской стороны установления системы «сбалансированного представительства», то есть предоставления 50 % мест в законодательных органах сингалам и 50 % мест — представителям национальных меньшинств.
4 февраля 1948 года был официально создан доминион Цейлон. Попытка вступления Цейлона в том же году в ООН была заблокирована СССР, посчитавшим, что Цейлон является независимым государством лишь номинально.
В 1956 году к власти на Цейлоне пришли сингальские националисты. Официальным языком Цейлона вместо английского стал сингальский, что привело к волнениям среди тамилов и убийству премьер-министра. В 1957 году с острова были убраны британские базы, и Цейлон официально стал «неприсоединившимся государством».
В 1972 году была принята новая конституция, в соответствии с которой страна стала республикой, а её название сменилось с «Цейлон» на «Шри-Ланка».